# كأس أبطال الكؤوس الأوروبية لكرة اليد للسيدات
كأس أبطال الكؤوس الأوروبية لكرة اليد للسيدات (بالإنجليزية: Women's EHF Cup Winners' Cup)‏ كانت مسابقة رسمية لأندية كرة اليد للسيدات في قارة أوروبا للفرق الفائزة بالكأس في المسابقات المحلية، تأسست في سنة 1976 وكان يلعب فيها 32 فريقا. أجريت بشكل سنوي بين عامي 1976 و2016 إلى أن تم دمجها مع كأس أوروبا لكرة اليد للسيدات في موسم 2016-17.

## وصلات خارجية
- الموقع الرسمي